# عرب رومانيا

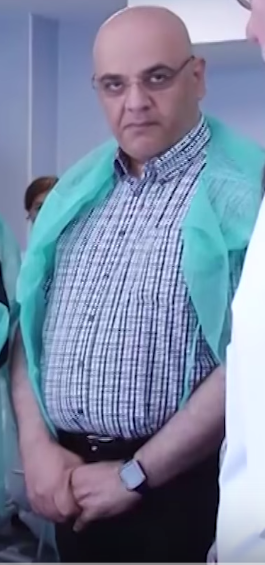
الطبيب الروماني الفلسطيني رائد عرفات.

عرب رومانيا، يرجع تاريخ الاحتكاك ما بين العرب و الرومانيين إلى العصور الوسطى، فقد كان الرومانيون يطلقون على العرب مسمى «هاراب» المأخوذ من تسمية (harap) التركية. تم إدخال مصطلح (arab) إلى اللغة الرومانية في القرن التاسع عشر كاستعارةٍ فرنسية، وذلك في سياق عملية الإثراء وإعادة الليتنة التي أُخضعت لها اللغة الرومانية.

## مرحلة العصور الوسطى
لعب العثمانيون دور الوسيط في وقوع أولى حالات الاحتكاك ما بين العرب والرومانيين، فقد كان العرب حاضرين في صفوف الجيش العثماني. الكثير من المواقع اشتقت أسماؤها من العسكريين العرب، ومن بينها الحصن المسمى (Arab Tabia) و هو اسم تركي يعني (حصن العرب)، وهو موجودٌ بالقرب من سيليسترا في رومانيا. كان الرومانيون يستخدمون التسمية التركية (harap) للدلالة على العرب، غير أن التسمية بدأت تحمل دلالةً مختلفةً مع مرور الوقت، إذ بات الرومانيون يستعملونها للدلالة على ذوي البشرة السوداء، ويرجع السبب في ذلك لازدهار تجارة العبيد في البلقان بوساطة تجارٍ من العرب.

### أماكن تواجد العرب في دبروجة
كان إقليم دبروجة تابعاً للدولة العثمانية ما قبل العام 1878، و قد استوطن فيه مجموعاتٌ من العرب الذين قد ترجع أصولهم إلى بلاد الشام، و الذين كانوا يحظون بالتقدير لما يملكون من خبراتٍ في الزراعة في ظروف الجفاف.
تخترق الحدود الرومانية البلغارية اليوم الإقليم الذي سكن فيه أولئك العرب، أهم تجمعٍ للعرب من بين الخمسة تجمعات التي سكنوها هو قرية Dokuz Agaç و يعني اسمها التركي (الأشجار التسع) و تسمى اليوم ماغورا، كانت هذه التجمعات تمثل التجمعات العربية الوحيدة في أوروبا . سجل الإحصاء العثماني عام 1850 وجود 145 عربي في دوبروجا، غير أن أعدادهم قد تزايدت بصورةٍ ملحوظةٍ بعد ذلك التاريخ. ذكر الجغرافي الفرنسي غيلوم ليجيان (Guillaume Lejean) في العام 1861 بأنه كان قد التقى بتلك التجمعات العربية في رحلته في بلاد البلقان في العام 1854، حيث كان أحد التجمعات الذي يحمل اسم Köi–Arab مهجوراً منذ ذلك الحين في حين كانت باقي التجمعات تتمتع بشيء من الازدهار. بدأت هجرات العرب إلى الدولة العثمانية بالتزايد بعد العام 1878، حيث قُسّم إقليم دوبروجا ما بين رومانيا و بلغاريا، و اخترقت الحدود الجديد التجمعات العربية.

## العرب في رومانيا اليوم
درست أعدادٌ كبيرةٌ من الطلاب العرب في رومانيا في حقبة نيكولاي تشاوشيسكو، معظمهم من الفلسطينيين و السوريين و السودانيين و المصريين و اللبنانيين و الأردنيين; الأغلبية منهم عادت إلى بلادها بعد إتمام الدراسة، والبعض استقر في رومانيا وهم يعملون على الأغلب في مجال الطب. استقرت أعدادٌ كبيرةٌ من رجال الأعمال العرب في رومانيا في العام 1989 معظمهم من سوريا و لبنان و العراق، كما أن معظمهم من المسلمين. في دوبروجا، ثمة شيء من الخلاف المتعلق بالالتزام المتفاوت ببعض التعاليم الدينية ما بين العرب المسلمين من جهة والدوبروجيين المسلمين من جهة أخرى، إذ يتخذ العرب موقفاً أكثر محافظةً مقارنةً بالمسلمين من أهالي دوبروجا. هناك أعدادٌ لا بأس بها من المسيحيين العرب أيضاً.
يعيش حوالي 5000 من مواطني الدول العربية اليوم في رومانيا، و قد بيّنت إحصاءات العام 2002 بأنهم يتوزعون على الشكل التالي: 1180 سوري، 811 عراقي، 704 لبناني، 559 أردني.
يُعد الطبيب الفلسطيني السوري المولد رائد عرفات من أكثر الشخصيات العربية شُهرةً في رومانيا، فقد عُرف بتأسيسه مؤسسة SMURD ( الخدمة المتنقلة للإسعاف والإنعاش و الإنقاذ)، و التي تطورت لاحقاً لتتحول إلى ( الخدمة الطبية الوطنية للتدخل السريع).